# Dalbergia obovata
Dalbergia obovata är en ärtväxtart som beskrevs av Ernst Meyer. Dalbergia obovata ingår i släktet Dalbergia, och familjen ärtväxter. Inga underarter finns listade i Catalogue of Life.

## Bildgalleri

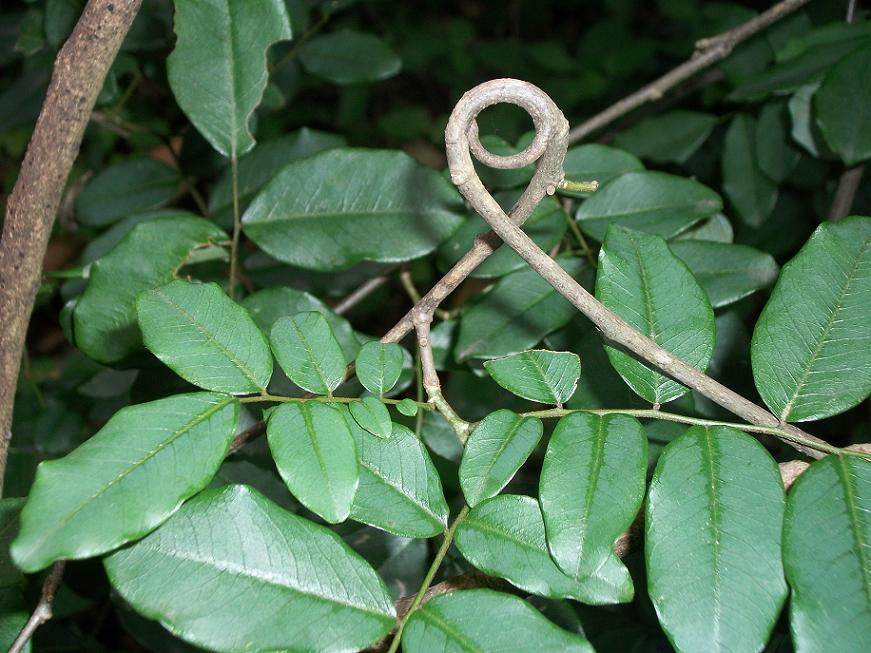
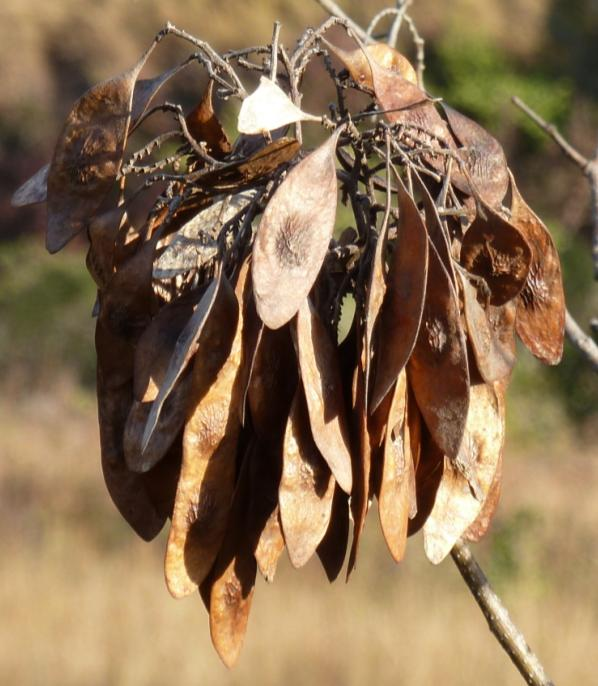
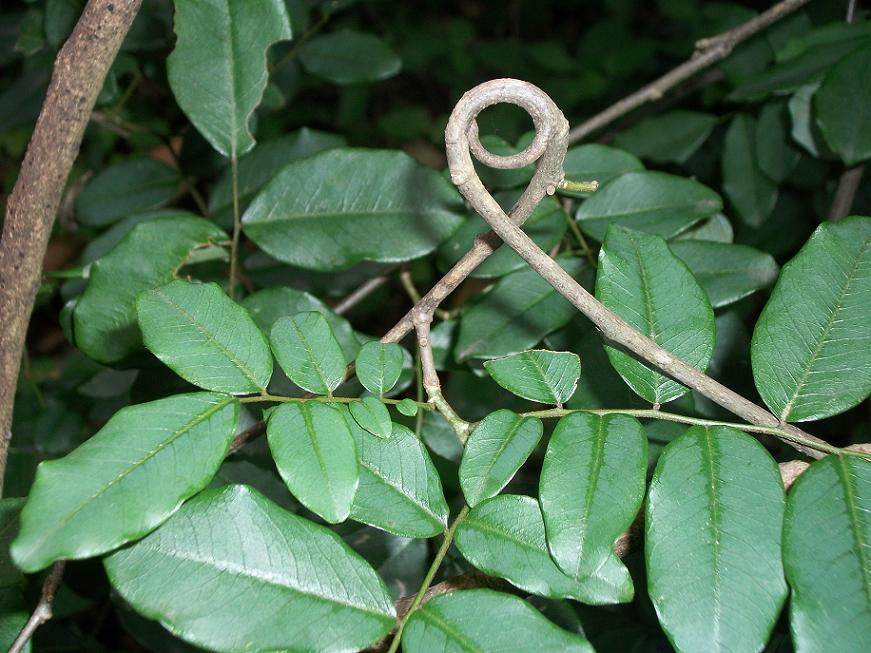
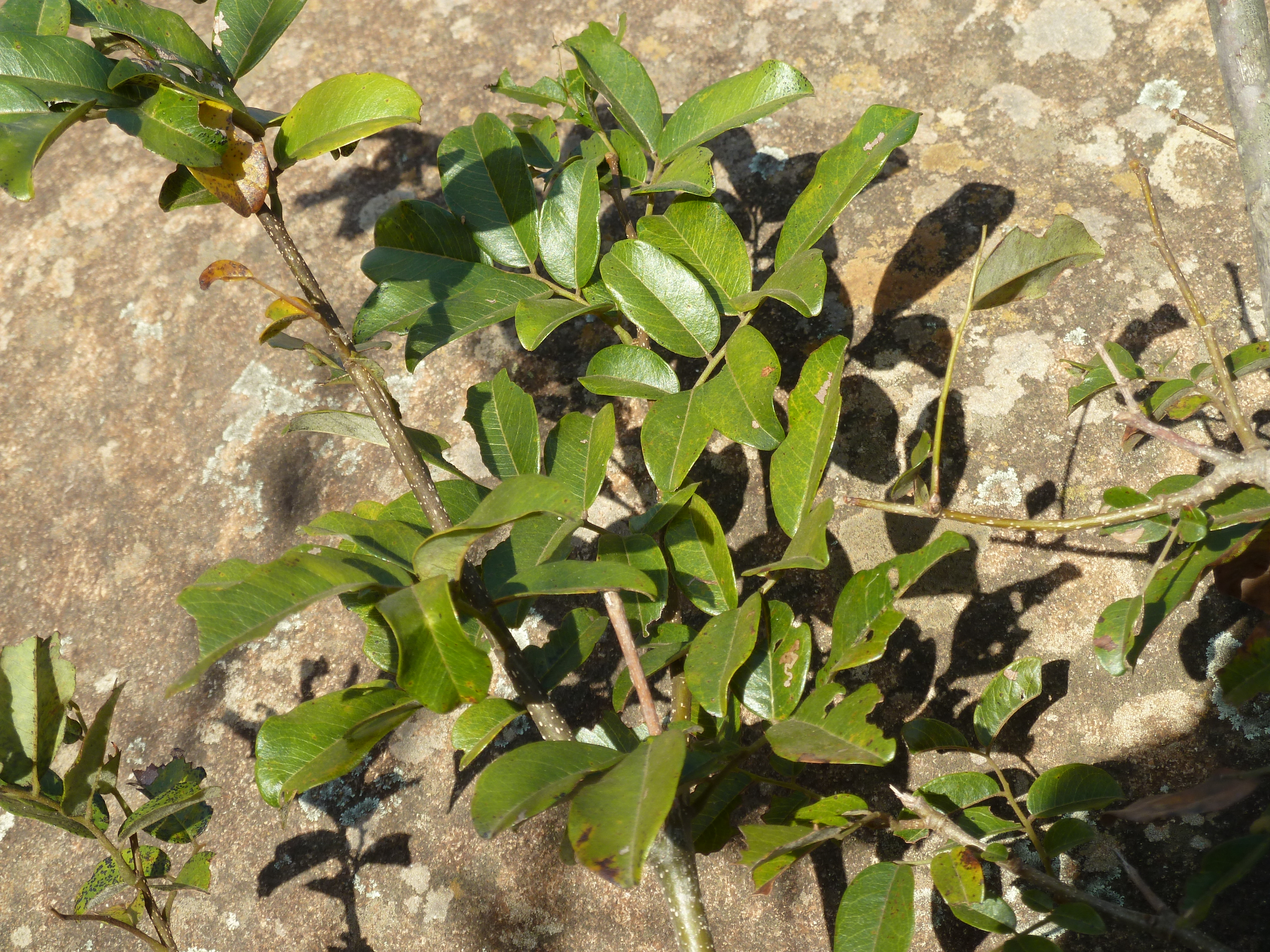
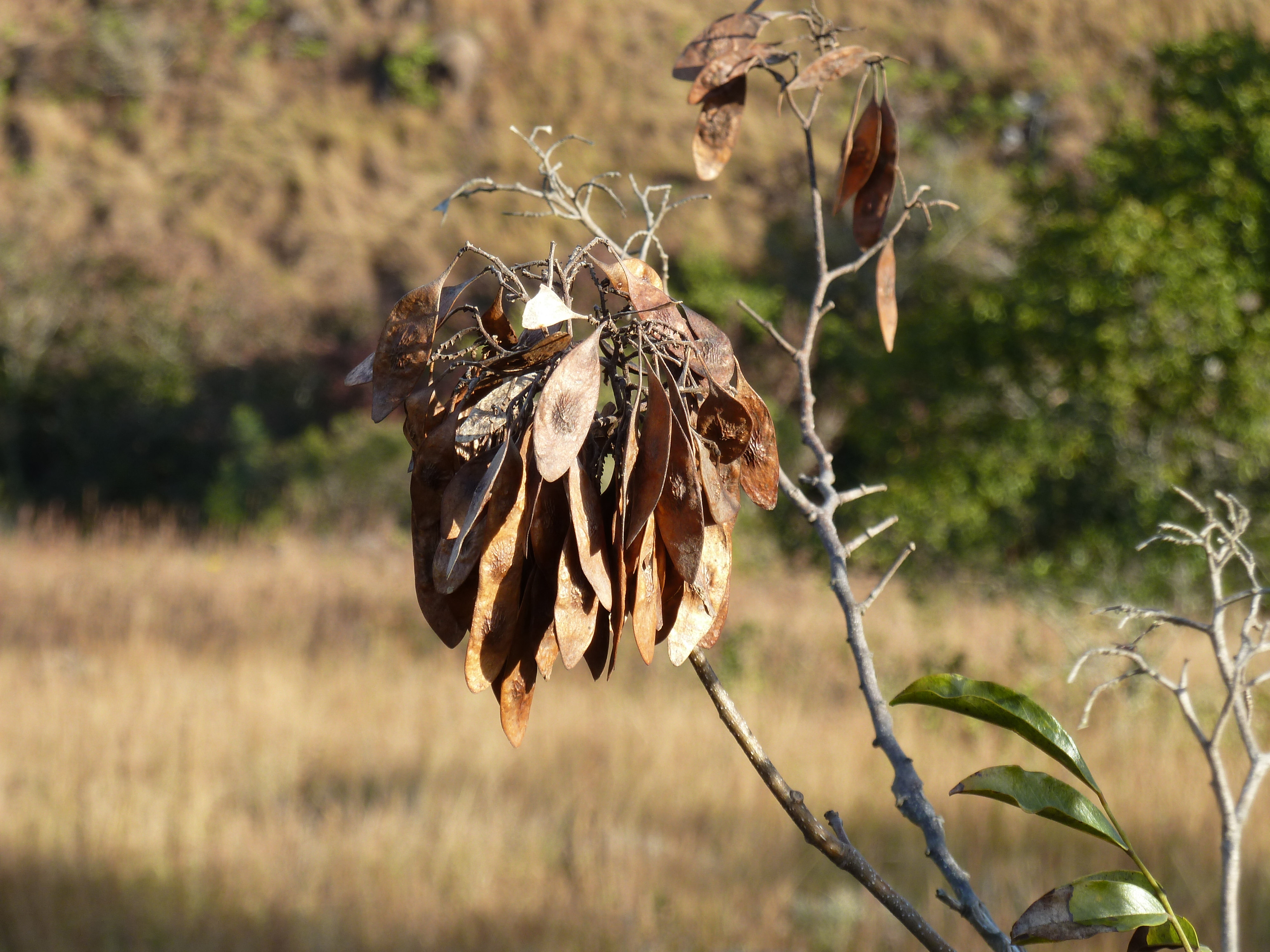